# Amy London
Amy London (* 1957) ist eine amerikanische Jazzsängerin.

## Leben und Wirken
London, die in Cincinnati (Ohio) aufwuchs, lernte zunächst Klavier. Sie orientierte sich am Schaffen von 
Joni Mitchell und James Taylor, bevor sie auf der Highschool Gesangsunterricht erhielt. Sie studierte bis Bachelor im Opernfach an der Syracuse University, bevor sie 1980 nach New York City zog. Sie sang in Bigbands und Musicals, so von 1989 bis 1992 eine Hauptrolle in City of Angels. Gemeinsam mit Judy Niemack und Alexandra Ivanoff gründete sie die Jazz Babies; mit der Vocal Jazz Inc. brachte sie den Kindern in der Grundschule Elemente des Jazz nahe.
2007 veröffentlichte sie ihr Debütalbum When I Look in Your Eyes, dem 2009 das Album Bridges folgte, das ältere Aufnahmen (zwischen 1984 und 1991) enthielt. Mit Darmon Meader, Holli Ross und dem jüngeren Sänger Dylan Pramuk gründete sie die Royal Bopsters, um Vocalese zu singen. Seit 2008 veranstaltete sie international mit ihrem damaligen Mann, dem Gitarristen Roni Ben-Hur, Nachwuchs-Camps.
Weiterhin ist London als Adjunct Professor für Jazzgesang an der New School tätig.

## Diskographische Hinweise
- Amy London & Roni Ben-Hur Two for the Road (Fivecat Records 1997)
- When I Look in Your Eyes (Motéma, 2007, mit Lee Musiker bzw. John Hicks, Rufus Reid, Leroy Williams)
- Let's Fly (Motéma Music, 2011)
- Amy London, Darmon Meader, Dylan Pramuk, Holli Ross Royal Bopsters (Motéma 2015, mit Jon Hendricks, Mark Murphy, Sheila Jordan, Annie Ross, Bob Dorough)[4]
- Royal Bopsters: Party of Four (Motéma 2020, mit Pete McGuinness, Dylan Pramuk, Holli Ross, Steve Schmidt, Cameron Brown, Steve Williams sowie Bob Dorough, Sheila Jordan, Christian McBride, Steven Kroon)